# Estação Ferroviária Brill
A estação ferroviária de Brill era o terminal de uma pequena linha ferroviária em Buckinghamshire, Inglaterra, conhecida como Brill Tramway . Construído e de propriedade do 3º Duque de Buckingham, foi posteriormente operado pela Metropolitan Railway de Londres e, em 1933, tornou-se brevemente um dos dois terminais do noroeste do metrô de Londres, apesar de ter 72 km e mais de duas horas de viagem da cidade de Londres .
Aproximadamente3⁄4 de 1,2 km ao norte de Brill, a estação foi inaugurada em março de 1872 como resultado do lobby de residentes e empresas locais. Como a linha era de construção barata e não classificada e as locomotivas eram de baixa qualidade, os serviços eram muito lentos, inicialmente levando 1 hora 45 minutos para percorrer 10 km de Brill até a estação de junção com os serviços da linha principal em Quainton Road . Embora servisse uma área pouco povoada e pouco utilizada pelos passageiros, a estação era um ponto significativo para o tráfego de carga, principalmente como transportador de leite das fazendas leiteiras de Buckinghamshire para Aylesbury e Londres. Uma olaria também foi anexada à estação, mas provou ser incapaz de competir com os rivais próximos e fechou poucos anos após a inauguração.
Durante a década de 1890, foram feitos planos para estender o bonde até Oxford, mas o projeto foi abandonado. Em vez disso, a operação da linha foi assumida pela Metropolitan Railway em 1899, e a linha se tornou um dos dois terminais noroeste da ferrovia. Foi modernizado e foram introduzidas locomotivas de melhor qualidade, tornando o tempo de viagem três vezes mais rápido.
Em 1933, a Metropolitan Railway passou para o controle público e se tornou a linha metropolitana da London Transport . A administração da London Transport visava reduzir os serviços de mercadorias e sentia-se que havia poucas chances de as partes mais distantes da antiga Metropolitan Railway se tornarem rotas viáveis de passageiros. A linha foi fechada em 30 de novembro de 1935 e todos os edifícios e infraestrutura em Brill associados à linha foram vendidos em leilão. A maior parte da infraestrutura foi posteriormente demolida, embora três casas da estação tenham sobrevivido.

## Wotton Tramway
Em 23 de setembro de 1868, a pequena Aylesbury and Buckingham Railway (A&BR) foi inaugurada, ligando a estação da Great Western Railway em Aylesbury à linha Oxford to Bletchley da London and North Western Railway em Verney Junction .  Em 1º de setembro de 1894, a Metropolitan Railway (MR) de Londres chegou a Aylesbury,  e logo depois se conectou à linha A&BR, com serviços locais da MR indo para Verney Junction a partir de 1º de abril de 1894.  Os trens do terminal londrino da MR em Baker Street começaram em 1º de janeiro de 1897. 
Richard Temple-Nugent-Brydges-Chandos-Grenville, 3º Duque de Buckingham e Chandos, há muito se interessava por ferrovias e atuou como presidente da London and North Western Railway de 1852 até 1861. No início da década de 1870, ele decidiu construir uma ferrovia leve para transportar cargas de suas propriedades em Buckinghamshire para a linha A&BR em Quainton Road .   A primeira etapa da rota, conhecida como Wotton Tramway, era de 4 milhas (6,4 km) linha de Quainton Road via Wotton até um desvio de carvão em Kingswood,  e inaugurado em 1º de abril de 1871.   Destinada ao uso de bondes puxados por cavalos, a linha foi construída com travessas longitudinais, para evitar tropeços dos cavalos.  

## Extensão para Brill
O lobby da cidade vizinha de Brill para a introdução de serviços de passageiros na linha levou a uma extensão de Wotton para um novo terminal no sopé de Brill Hill, ao norte da própria cidade de Brill,  em março de 1872.  Dois trens mistos a cada dia corriam em cada direção.   Com a extensão para Brill aberta, a linha foi rebatizada de Brill Tramway.  A Duke comprou duas locomotivas Aveling e Porter construídas com um projeto de motor de tração modificado, cada uma com uma velocidade máxima de 13 km por hora,   embora um limite de velocidade de 8 km por hora foi aplicada. 
O duque morreu em 1889. Em 1894, os curadores de sua propriedade criaram a Oxford & Aylesbury Tramroad Company (O&ATC) com a intenção de estender a linha de Brill a Oxford, mas a extensão além de Brill nunca foi construída.   A MR alugou o Brill Tramway a partir de 1 de dezembro de 1899,  embora a linha continuasse a ser propriedade da O&ATC. 

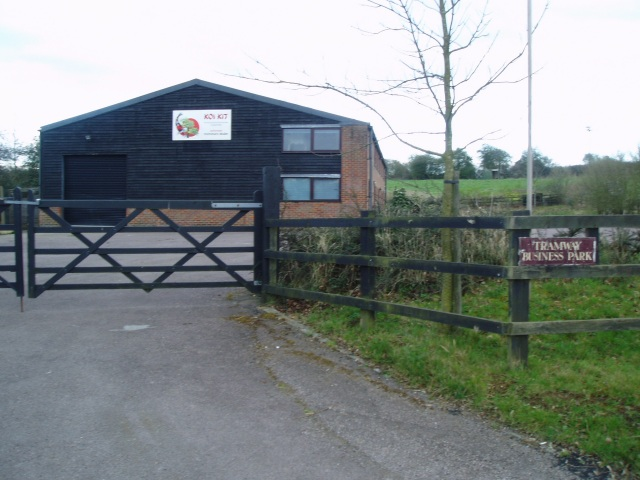
Tramway Business Park, no local da olaria do Duque de Buckingham, próximo ao local da estação Brill

## Fechamento
Em 1º de julho de 1933, a Metropolitan Railway, juntamente com outras ferrovias subterrâneas de Londres, exceto a pequena Waterloo & City Railway, tornou-se propriedade pública como parte do recém-formado London Passenger Transport Board (LPTB).  Assim, apesar de ter 45 milhas (72 km) e a mais de duas horas de viagem da cidade de Londres, a estação Brill tornou-se um terminal da rede do metrô de Londres .   Frank Pick, diretor administrativo do Underground Group de 1928 e chefe executivo do LPTB, pretendia afastar a rede dos serviços de frete e viu as linhas além de Aylesbury via Quainton Road até Brill e Verney Junction como tendo pouco futuro como rotas de passageiros financeiramente viáveis,  concluindo que mais de £ 2.000 (cerca de £ 150,000 em 2023 ) seriam economizados com o fechamento do Brill Tramway. [22]  Como consequência, o LPTB decidiu retirar todos os serviços de passageiros além de Aylesbury.    O Brill Tramway foi fechado em 1º de dezembro de 1935;   os últimos serviços ocorreram em 30 de novembro.  

Após a retirada dos serviços de transporte de Londres, o contrato expirou e a ferrovia e as estações foram revertidas para a Oxford & Aylesbury Tramroad Company.  Sem fundos e sem material rodante próprio, o O&ATC não conseguiu operar a linha e, em 2 de abril de 1936, toda a infraestrutura da linha foi vendida em leilão.  O antigo galpão de mercadorias em Brill foi vendido por £ 7 10s (cerca de £ 1,270 em 2023 ), [22]   e uma casa de propriedade da ferrovia anexada à estação Brill arrecadou £ 350 (cerca de £ 25,300 em 2023 ). [22]  Todos os edifícios em Brill associados à estação ferroviária foram demolidos,  com exceção das casas da estação, uma das quais agora é chamada de "Sleepers".  O local da estação agora é um campo amplamente aberto,  e o local da olaria é um parque industrial leve conhecido como "Tramway Business Park". 

### Leitura Adicional
- Connor, J. E. (2003). London's Disused Underground Stations. Harrow Weald: Capital Transport. ISBN 1-85414-250-X
- Hornby, Frank (1999). London Commuter Lines: Main lines north of the Thames. Col: A history of the capital's suburban railways in the BR era, 1948–95. 1. Kettering: Silver Link. ISBN 1-85794-115-2. OCLC 43541211
- Leboff, David; Demuth, Tim (1999). No Need to Ask!. Harrow Weald: Capital Transport. ISBN 1-85414-215-1
- Mitchell, Vic; Smith, Keith (2006). Baker Street to Uxbridge & Stanmore. Midhurst: Middleton Press. ISBN 1-904474-90-X. OCLC 171110119
- Mitchell, Vic; Smith, Keith (2005). Marylebone to Rickmansworth. Midhurst: Middleton Press. ISBN 1-904474-49-7. OCLC 64118587
- Mitchell, Vic; Smith, Keith (2005). Rickmansworth to Aylesbury. Midhurst: Middleton Press. ISBN 1-904474-61-6
- Simpson, Bill (2003). A History of the Metropolitan Railway. 1. Witney: Lamplight Publications. ISBN 1-899246-07-X
- Simpson, Bill (2004). A History of the Metropolitan Railway. 2. Witney: Lamplight Publications. ISBN 1-899246-08-8
- Wolmar, Christian (2004). The Subterranean Railway. London: Atlantic. ISBN 1-84354-023-1